# Tales From Eternal Dusk
Tales From Eternal Dusk är black metalbandet Dark Fortress debutalbum från 2001.

## Låtlista
1. "The Arcanum of the Cursed" - 1:44
2. "Pilgrim of the Nightly Spheres" - 4:14
3. "Twilight" - 4:40
4. "Apocalypse" - 3:39
5. "Immortality Profound, Chapter 1: Dreaming..." - 4:16
6. "Immortality Profound, Chapter 2: Throne of Sombre Thoughts" - 5:06
7. "Immortality Profound, Chapter 3: Captured in Eternity's Eyes" - 4:18
8. "Misanthropic Invocation" - 5:49
9. "Crimson Tears" - 6:44
10. "Tales From Eternal Dusk" - 8:35
11. "Moments of Mournfull Splendour (At the Portal to Infinity)" - 3:02